# 18581 Batllo
18581 Batllo (1997 XV8) là một tiểu hành tinh vành đai chính được phát hiện ngày 7 tháng 12 năm 1997 bởi Khảo sát tiểu hành tinh OCA-DLR ở Caussols.